# Ricky Walden
Ricky Walden (Chester, 11 de noviembre de 1982) es un jugador profesional de snooker inglés, ganador del Campeonato del mundo Six-Red en su primera edición, en el año 2008, venciendo a su compatriota inglés Stuart Bingham; dos años después, quedó segundo en el mismo torneo, siendo superado por Mark Selby.